# Cattura di La Spezia
La conquista della Spezia è stato un episodio militare legato alla campagna d'Italia della sesta coalizione, svoltosi tra il 25 e il 26 marzo 1814 tra la guarnigione francese della Liguria orientale e un corpo di spedizione britannico.

Si concluse con la vittoria dei coalizzati che impartì una dura sconfitta alle forze napoleoniche in Liguria e che pose le premesse per l'assedio di Genova.

## Contesto strategico
All'inizio del 1814, nel pieno della campagna d'Italia, il viceré Eugenio di Beauharnais aveva avuto notizia che un corpo di spedizione anglo-siculo al comando del tenente generale William Bentinck si stava costituendo in Sicilia (base britannica fin dal 1806) per occupare Livorno e Genova. Ordinò pertanto al generale Maurizio Ignazio Fresia di raggiungere il capoluogo ligure, per sostituire l'ammalato generale Louis Antoine Choin de Montgay alla testa della 28ª Divisione.
Il generale Fresia, giunto sul posto, constatò che al suo comando c'erano in realtà solo 4 500 soldati circa, oltretutto distribuiti fra La Spezia, Bardi, Gavi, Borgo Val di Taro, Pontremoli, Genova, Savona e in capisaldi litoranei; egli inviò subito una richiesta di rinforzi, che tuttavia gli furono negati. Dispose allora l'esecuzione di una serie di affrettati lavori di irrobustimento alle fortificazioni e distaccò il generale di brigata Jean Victor Rouyer perché difendesse la linea del fiume Magra e coprisse anche Pontremoli con un reparto tratto dalla riserva del Levante.

## Svolgimento della battaglia

### La coalizione prepara lo sbarco

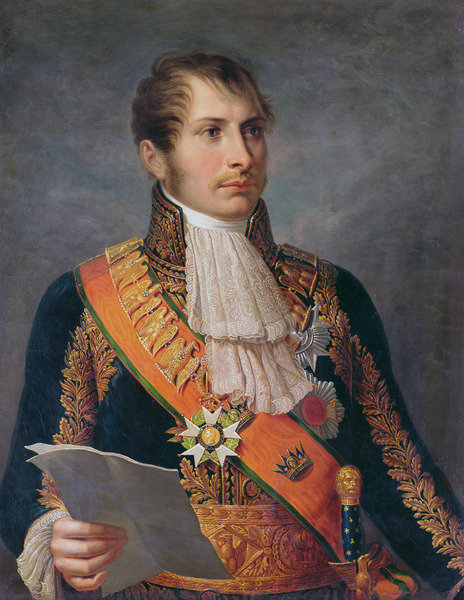
Eugenio di Beauharnais, viceré d'Italia

La Coalizione preparò lo sbarco a marzo, mentre il quadro tattico si faceva critico per le truppe napoleoniche franco-italiane, come riconobbe il generale Jean-François Porson in due dispacci indirizzati al generale Martin Vignolle, capo di stato maggiore dell'Armata d'Italia. 
Nelle lettere Porson sottolineava la pericolosa mancanza di truppe sufficienti a difendere non solo il golfo della Spezia, ma anche la stessa Genova, ordinava di trasferire gran parte delle bocche da fuoco, polveri e munizioni dalle batteria della Spezia, indicava la strada migliore da seguire in caso di ritirata e, seguendo le istruzioni di Camillo II Borghese, principe di Sulmona, chiedeva di formare a Rapallo una consistente riserva al comando di Rouyer pronta a precipitarsi nei vari luoghi sotto attacco e servire da appoggio ai distaccamenti degli avamposti che si trovavano nelle località con maggiore facilità di sbarco.

Il generale Fresia avrebbe preferito evacuare il golfo per evitare che la Coalizione potesse bloccare la ritirata e per concentrarsi sulla difesa di Genova, ma questa strategia non fu adottata perché avrebbe lasciato scoperto il Dipartimento degli Appennini. Oltre alle questioni prettamente strategiche, la prima lettera di Porson sollevava un altro problema di tipo sociale, relativo agli oltre 600 forzati rinchiusi nel Lazzaretto del Varignano. Il principe Borghese ordinò di farli trasferire.

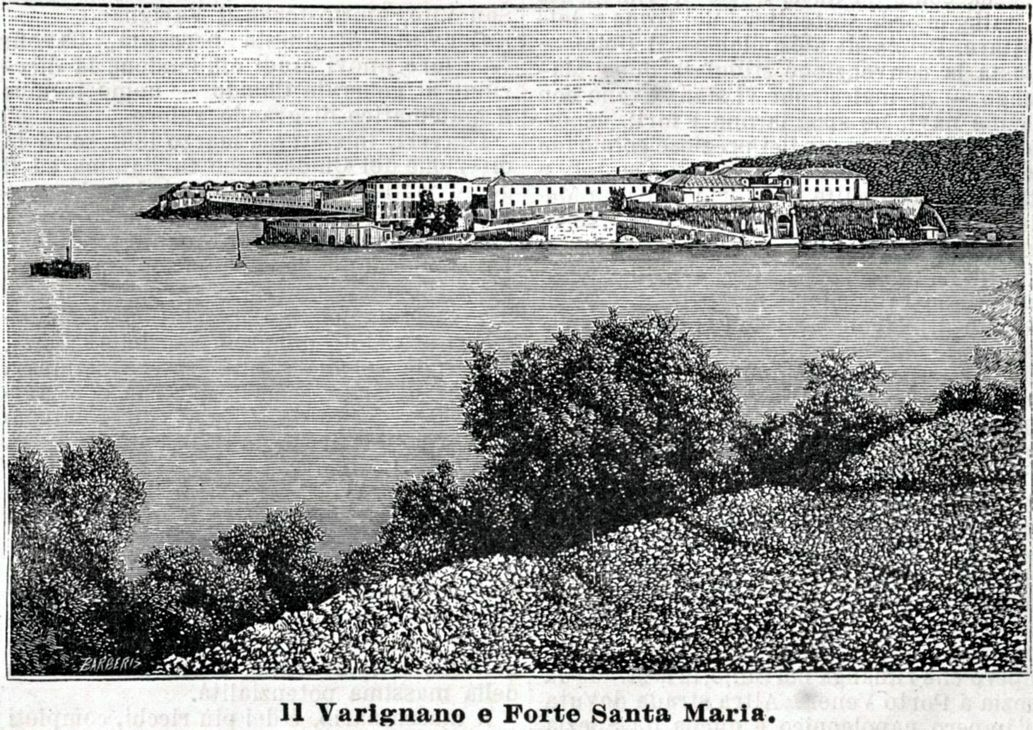
La Fortezza del Varignano e la Fortezza di Santa Maria in una foto del 1889

Il 17 marzo le truppe della Coalizione conquistarono Pontremoli, costringendo il sottoprefetto Giorgio Gallesio ad abbandonare la città per riparare nella sua Finalborgo, nel ponente ligure. Pertanto il passo della Cisa era ormai impraticabile per le truppe napoleoniche.

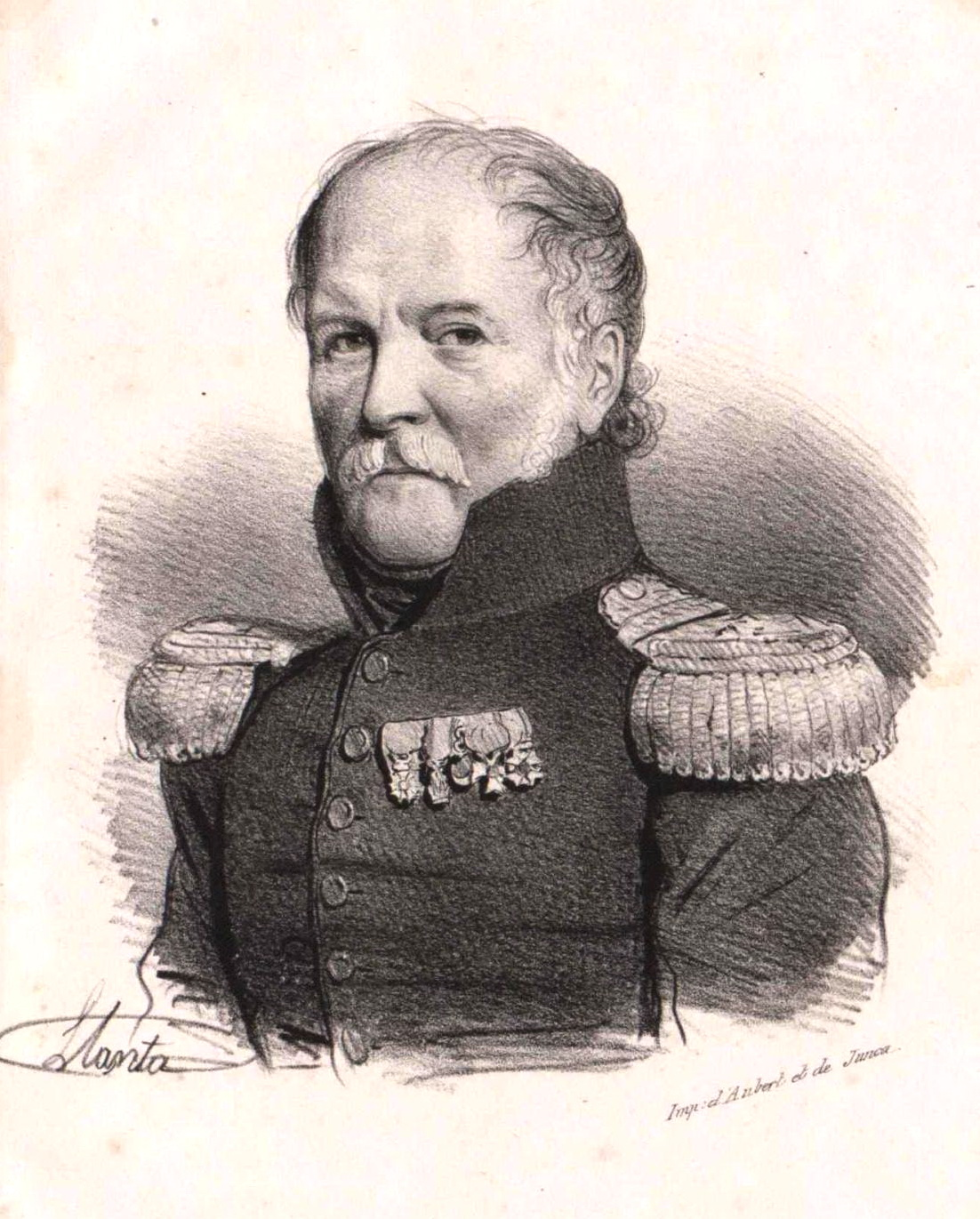
Il generale, scrittore e storico della guerra francese Frédéric François Guillaume de Vaudoncourt

Il generale Frédéric François Guillaume de Vaudoncourt, storico militare, nella sua opera Storia delle campagne d'Italia nel 1813 e 1814, con un atlante militare (1817), scrisse che Fresia disponesse di solo 4 500 soldati sparsi per le località della costa e che non avesse truppe disponibili a difendere efficacemente La Spezia e pertanto ordinò al generale Rouyer di limitarsi a difendere il Magra dalla posizione di Sarzana. Fresia ordinò di spostare quanto più materiale e artiglierie possibili verso Genova, dove in quel momento erano molto più urgenti e utili. De Vaudoncourt racconta che, saputo del ritiro francese da Livorno, il 28 febbraio era salpata da Palermo una squadra navale comandata da Josias Rowley e composta dalle unità America, Edinburgh, Imperieuse, Iphigénie, Aurore, Arc-en-ciel, Sirène e Termayant, più altri trasporti. Questa squadra sbarcata a Livorno il 10 marzo consisteva in 1 200 cavalieri e 7 000-8 000 fanti britannici (due reggimenti), tedeschi, sardi e siciliani. Secondo de Vaudoncourt pochi giorni dopo le navi da carico ripartirono per Palermo per imbarcarvi la seconda divisione britannica composta approssimativamente da 7 000 uomini.
I britannici preparavano l'invasione della Liguria con gli eserciti accampati attorno a Pisa e a Lucca, ma aspettavano l'arrivo di un nuovo convoglio proveniente dalla Spagna che trasportava cinque battaglioni di truppe da sbarco.
Racconta ancora de Vaudoncourt:

### L'attacco e la conquista della città

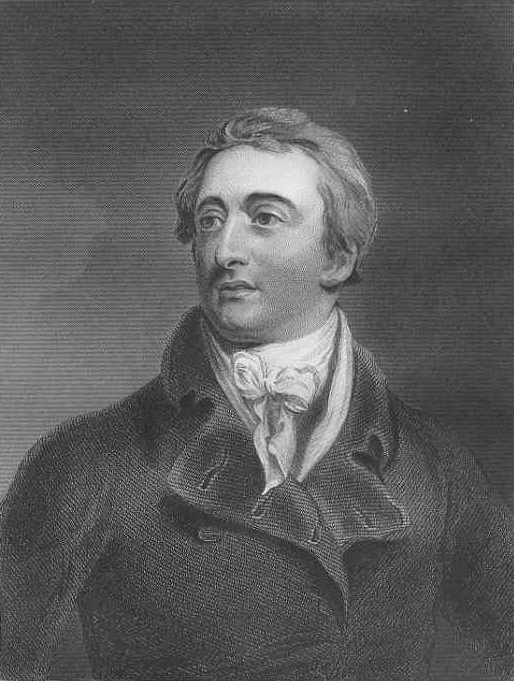
Il generale britannico William Bentinck

Per proteggere il ripiegamento, il 24 marzo i francesi piazzarono un cannone alla foce del Magra e due sul Colle dei Cappuccini ed eressero una barricata per ostruire la strada che dal cimitero conduceva in città. Nella notte, tuttavia, arrivò la notizia che le truppe nemiche erano già a Sarzana e che a Lerici nel pomeriggio si era ancorata una fregata britannica, pronta a fare fuoco sul comune (in contemporanea all'attacco su La Spezia). Consapevoli di trovarsi in una potenziale trappola, le truppe napoleoniche abbandonarono per sempre La Spezia e si avviarono sulla strada del passo del Bracco lasciandosi alle spalle solo una guarnigione di appena 68 uomini a presidiare la Fortezza di Santa Maria, ultimo baluardo per la resistenza finale.

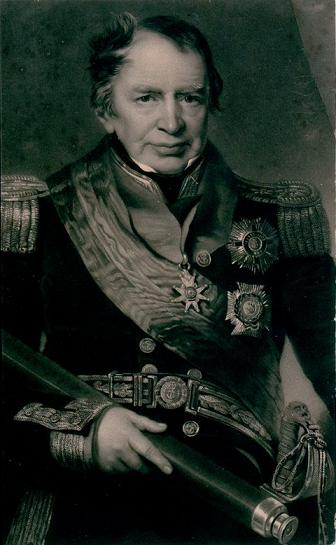
L'ammiraglio britannico Josias Rowley

La battaglia per La Spezia cominciò ufficialmente il 25 marzo, con la comparsa nel golfo delle navi britanniche Swallow e Edinburgh, seguite poco dopo dall'America (al comando di Josias Rowley), dalla Cephalus, dalla Furieuse (comandante William Mounsey), dalla corvetta siciliana Aurora, dalla fregata da 32 Mermaid (comandante David Dunn), dal brigantino da 18 Termagant (comandante John Lampen Manley) e da altre unità minori, squadra che, agli ordini di Rowley, aveva imbarcato a Palermo l'armata di Bentinck. 

La forza era formata da 3 400 fanti britannici al comando del maggior generale Henry Tucker Montresor; 1 600 siciliani e calabresi del Calabrian Free Corps guidati dal brigadiere siciliano borbonico Filippo Roth; i fucilieri dell'8º Battaglione di linea della King's German Legion; un reparto della fanteria leggera greca; una brigata della Italian Levy; un contingente misto di 7 000 uomini fra anglo-siculi e mercenari agli ordini del tenente generale Robert Henry MacFarlane e dei colonnelli Roberto Travers e Giovanni Battista Bernardino Ciravegna. Infine, provenienti dalla foce, si aggiunsero 200 albanesi al soldo dei britannici che avevano tentato la manovra aggirante dalla Val di Magra alla Val di Vara per cercare di prendere alle spalle le truppe napoleoniche.
Quello stesso 25 marzo una palla di cannone colpì la polveriera della Batteria Santa Teresa, vicino al punto di sbarco, causando una devastante esplosione, a causa della quale le cannoniere che si erano avvicinate alla costa dovettero abbandonare precipitosamente la posizione. Il numero di morti tra militari e civili è sconosciuto. Raccontano i testimoni:
I fanti di marina britannici sbarcati dalle navi iniziarono subito a prendere posizione nei punti cruciali attorno a Lerici, dove la Royal Navy riteneva che potessero trovarsi ammassate numerose truppe nemiche.
Questa è la descrizione degli eventi riportata da de Vaudoncourt:
I britannici completarono l'occupazione della città nel pomeriggio del 26 con l'ingresso al Castello San Giorgio, ma non attaccarono i reparti francesi in ritirata ed evitarono di porre immediatamente l'assedio alla Fortezza di Santa Maria per attendere i rinforzi dalla Sicilia. Mandarono delle truppe a Pontremoli, da dove stabilirono contatti con l'armata austro-napoletana accampata a Borgo Val di Taro.
De Vaudoncourt e il maggiore napoleonico dalla Toscana Cesare De Laugier de Bellecour (in quel momento prigioniero di guerra) riportarono che i britannici disarmarono l'arsenale della Marina di La Spezia e asportarono le artiglierie.

## Conseguenze
Dopo la conquista di La Spezia, William Bentinck nominò governatore della città il marchese Grimaldo Oldoini mentre gli abitanti formarono un consiglio provvisorio guidato dal conte Giovanni Federici per gestire l'amministrazione. L'assedio della Fortezza di Santa Maria, ultima roccaforte napoleonica nel golfo, durò cinque giorni, con la guarnigione che si arrese il 31 marzo al capitano George Heneage Lawrence Dundas, comandante della Edinburgh.
Il 2 aprile i britannici stabilirono il contatto con la divisione austriaca del maggior generale Laval Nugent von Westmeath attraverso l'Appennino ligure e il giorno seguente presero il controllo di Borghetto di Vara e Levanto, respingendo le truppe napoleoniche.
Pochi giorni dopo sbarcò la divisione di MacFarlane, portando a 14 000 effettivi per l'assedio di Genova di Bentinck.